# Walter Tresch
Walter Tresch (Silenen, 4 aprile 1948) è un ex sciatore alpino svizzero.

## Biografia

### Stagioni 1970-1975
Sciatore originario di Bristen di Silenen in grado di farsi valere in tutte le specialità dello sci alpino, Walter Tresch ottenne il primo risultato di rilievo in Coppa del Mondo il 20 gennaio 1970 a Kranjska Gora, dove fu 6º sesto nello slalom gigante vinto dal compagno di squadra Dumeng Giovanoli; il 16 gennaio dell'anno seguente ottenne il primo podio nel circuito vincendo la discesa libera disputata sulle nevi di casa di Sankt Moritz.
Agli XI Giochi olimpici invernali di Sapporo 1972, suo esordio olimpico, si piazzò 6º nella discesa libera, 14º nello slalom gigante, 13º nello slalom speciale e conquistò la medaglia d'argento nella combinata, disputata in sede olimpica ma valida solo ai fini dei Mondiali 1972. Nel 1973 si classificò al 3º posto nella combinata della XXIV edizione della 3-Tre, disputata in Val Gardena e a Madonna di Campiglio, alle spalle di David Zwilling e Bob Cochran, mentre ai Mondiali di Sankt Moritz 1974 fu 5º nello slalom speciale.

### Stagioni 1976-1977
Il 9 gennaio 1976 tornò al successo in Coppa del Mondo nella combinata di Garmisch-Partenkirchen, vittoria bissata pochi giorni dopo (il 25 gennaio) a Kitzbühel, aggiudicandosi il prestigioso trofeo dell'Hahnenkamm; alla fine di quella stagione 1975-1976 in Coppa del Mondo risultò vincitore della classifica di combinata (per la quale all'epoca non era prevista l'assegnazione di una Coppa di specialità) e 5º nella classifica generale, suo miglior piazzamento in carriera. Nello stesso anno disputò i suoi ultimi Giochi olimpici invernali, Innsbruck 1976, piazzandosi 7º nella discesa libera, 4º nello slalom speciale e non completando lo slalom gigante.
Il 23 gennaio 1977 salì per l'ultima volta sul podio in Coppa del Mondo vincendo la combinata del Lauberhorn a Wengen; due mesi dopo, il 18 marzo a Voss, ottenne l'ultimo piazzamento della sua attività agonistica con il 5º posto nello slalom speciale di Coppa del Mondo vinto dallo svedese Ingemar Stenmark.

## Palmarès

### Mondiali
- 1 medaglia:
  - 1 argento (combinata a Sapporo 1972)

### Coppa del Mondo
- Miglior piazzamento in classifica generale: 5º nel 1976
- Vincitore della classifica di combinata nel 1976[3]
- 14 podi (3 in discesa libera, 1 in slalom gigante, 3 in slalom speciale, 6 in combinata, 1 in slalom parallelo):
  - 4 vittorie
  - 2 secondi posti
  - 8 terzi posti

#### Coppa del Mondo - vittorie
| Data            | Località               | Paese          | Specialità |
| --------------- | ---------------------- | -------------- | ---------- |
| 16 gennaio 1971 | Sankt Moritz           | Svizzera       | DH         |
| 9 gennaio 1976  | Garmisch-Partenkirchen | Germania Ovest | KB         |
| 25 gennaio 1976 | Kitzbühel              | Austria        | KB         |
| 23 gennaio 1977 | Wengen                 | Svizzera       | KB         |

Legenda:

DH = discesa libera

KB = combinata

### Campionati svizzeri
- 4 ori (discesa libera, combinata nel 1972; slalom speciale, combinata nel 1974)[senza fonte]